# اچ‌ام‌اس نیجریه (۶۰)
اچ‌ام‌اس نیجریه (۶۰) (به انگلیسی: HMS Nigeria (60)) یک کشتی است که طول آن 169.3 m (555.5 ft) می‌باشد. این کشتی در سال ۱۹۳۹ ساخته شد.